# Prison of the Dead
Prison of the Dead (The Prison of the Dead  ou  Prison of the Damned) é um filme de Horror de baixo orçamento lançado em 2000, dirigido por David DeCoteau.
Existem diversas semelhanças no roteiro do filme com Final Stab, lançado em 2001.